# Municipio de Asylum
El municipio de Asylum (en inglés: Asylum Township) es un municipio ubicado en el condado de Bradford en el estado estadounidense de Pensilvania. En el año 2000 tenía una población de 1.097 habitantes y una densidad poblacional de 16.5 personas por km².

## Geografía
El municipio de Asylum se encuentra ubicado en las coordenadas 41°43′17″N 76°22′57″O / 41.72139, -76.38250.

## Demografía
Según la Oficina del Censo en 2000 los ingresos medios por hogar en la localidad eran de $35,714 y los ingresos medios por familia eran $40,000. Los hombres tenían unos ingresos medios de $30,658 frente a los $25,455 para las mujeres. La renta per cápita para la localidad era de $17,102. Alrededor del 8,2% de la población estaban por debajo del umbral de pobreza.